# Otok Tukošćak i o. Mrtonjak
Otok Tukošćak i o. Mrtonjak este o arie protejată (sit de importanță comunitară — SCI) din Croația întinsă pe o suprafață de 34 ha, integral marine.

## Localizare
Centrul sitului Otok Tukošćak i o. Mrtonjak este situat la coordonatele 43°57′27″N 15°10′30″E / 43.957432°N 15.174864°E.

## Înființare
Situl Otok Tukošćak i o. Mrtonjak a fost declarat sit de importanță comunitară în iulie 2013 pentru a proteja un număr necunoscut de specii din flora spontană și fauna sălbatică aflate în arealul zonei.

## Biodiversitate
Situată în ecoregiunea marină mediteraneană, aria protejată conține 2 habitate naturale: Straturi cu Posidonia (Posidonion oceanicae), Recifuri.
La baza desemnării sitului se află un număr nedeclarat de specii protejate.